# Guillaume Van Tongerloo
Guillaume Van Tongerloo, né le 29 décembre 1933 à Meerle et mort le 19 janvier 2017 à Hoogstraten, est un coureur cycliste belge.

## Palmarès sur route

### Palmarès amateur
- 1953
  - 3e de Bruxelles-Zonhoven
- 1955
  - Bruxelles-Marke
- 1956
  - 3e de Bruxelles-Opwijk
- 1957
  - 7e étape de la Course de la Paix
  - Bruxelles-Zepperen
  - 5e étape du Tour de Suède
  - 2e du Tour des Flandres amateurs
  - 2e du Circuit des régions flamandes
  - 7e du championnat du monde sur route amateurs
- 1958
  - 1reb et 5e étapes du Tour de Bulgarie
  - 2e du Circuit de la Meuse
  - 3e de Bruxelles-Liège

### Palmarès professionnel
- 1959
  - 3e de Bordeaux-Paris
- 1960
  - 3e de Bruxelles-Saint-Trond
- 1961
  - 5e de Liège-Bastogne-Liège
  - 8e du Tour d'Italie
- 1962
  - 4ea étape du Tour de Belgique (contre-la-montre par équipes)
  - 2eb étape du Tour de France (contre-la-montre par équipes)
  - Bayonne-Bilbao
  - 2e du championnat de Belgique sur route
  - 3e du Tour de Belgique
- 1963
  - Flèche des polders
  - 2e du Grand Prix de l'Escaut
  - 10e du Tour d'Espagne
- 1965
  - 2e du Circuit des régions fruitières
  - 3e de Bruxelles-Meulebeke

## Résultats sur les grands tours

### Tour de France
5 participations
- 1959 : abandon (10e étape)
- 1962 : 44e, vainqueur de la 2eb étape (contre-la-montre par équipes)
- 1963 : 45e
- 1964 : 53e
- 1965 : 80e

### Tour d'Espagne
- 1963 : 10e

### Tour d'Italie
- 1961 : 8e,  maillot rose pendant 2 jours
- 1962 : abandon (14e étape)
- 1963 : abandon

## Palmarès sur piste

### Jeux olympiques
- Melbourne 1956
  - 5e de la poursuite par équipes

### Championnats d'Europe
- 1965
  -  Médaillé de bronze de la course derrière derny

### Championnats de Belgique
- 1965
  - 2e de la course derrière derny